# سیروس حسن‌پور
سیروس حسن‌پور (زاده ۱۳۴۱ - تهران)، کارگردان و فیلم‌نامه‌نویس و تهیه‌کننده ایرانی است. وی سابق بازیگری در فیلم چریکه تارا در کارنامه هنری خود دارد.

## کارگردان در سینما و تلویزیون
- مسافران شهر (١۴٠١)
- بازی نقاب ها (۱۳۹۷)
- مروارید (فیلم ۱۳۹۱)
- تصمیم کبرا (۱۳۸۵)
- چوپان دروغگو (فیلم ۱۳۸۴)
- تجربه ( ۱۳۸۲)
- قطار کودکی (۱۳۸۱)
- دهقان فداکار (فیلم) (۱۳۸۰)
- غاز مهاجر (۱۳۷۸)
- رضایتنامه (۱۳۷۶)

## دستیار اول کارگردان
- آواز گنجشک‌ها (۱۳۸۶)

## برنامه‌ریز
- باران (فیلم ۱۳۷۹) (۱۳۷۹)
- پدر (فیلم ۱۳۷۴) (۱۳۷۴)

## دستیار کارگردان
- محمد رسول‌الله (فیلم ۱۳۹۴)
- باران (فیلم ۱۳۷۹)
- اعاده امنیت (۱۳۷۴)
- پدر (فیلم ۱۳۷۴)
- جای امن (فیلم ۱۳۷۲)
- دیده‌بان (فیلم) (۱۳۶۷)

## گروه کارگردانی
- پدر (فیلم ۱۳۷۴)
- راز خنجر (۱۳۶۹)
- جای امن (فیلم ۱۳۷۲)

## نویسنده
- چوپان دروغگو (فیلم ۱۳۸۴)
- قطار کودکی (۱۳۸۱)
- دهقان فداکار (فیلم) (۱۳۸۰)

## بازیگر
- جایزه (فیلم ۱۳۶۱)
- چریکه تارا(۱۳۵۷)
- سلطان صاحبقران (مجموعه تلویزیونی) (۱۳۵۴)
- گروگان (۱۳۵۳)
- قیامت عشق (۱۳۵۲)
- سفر (فیلم ۱۳۵۱)
- رگبار (فیلم ۱۳۵۱)

## تهیه‌کننده
- تصمیم کبرا (۱۳۸۵)
- چوپان دروغگو (فیلم ۱۳۸۴)
- تجربه ( ۱۳۸۲ )

## جشنواره‌ها
- جایزه ویژه هیئت داوران کودک و در جشنواره کودک و نوجوان در فیلم کلاس اول
- تندیس کتاب زرین در جشنواره بین‌المللی فیلم رشد در فیلم رضایت نامه
- تندیس نقره ای در جشنواره قاهره
- دیپلم افتخار در جشنواره رشد
- جایزه ویژه هیئت داوران در جشنواره تونس در فیلم غاز مهاجر
- تندیس طلائی و لوح تقدیر هیئت داوران انجمن نویسندگان کودک و نوجوان در جشنواره بین‌المللی کودک و نوجوان برای فیلم دهقان فداکار
- جایزه سیفژ (مرکز بین‌المللی فیلمهای کودکان ونوجوانان) در جشنواره فیلمها و برنامه‌های تلویزیونی پریکس دانوب در جمهوری اسلواکی
- کاندید (پروانه زرین بهترین فیلم داوران کودک و نوجوان) برای فیلم مروارید (فیلم ۱۳۹۱)